# Котлон от канче
Котлон от канче (на английски: beverage-can stove) е ръчноизработен портативен котлон. Направен от алуминиева бака (обикновено от кутия от бира или безалкохолна напитка). Съществуват безброй варианти за направа. Обикновено се използват кутиите на Пепси, заради специфичната форма на дъното, позоляваща по-голяма опора за вътрешните страни на канчето. Заради малката си тежест, подобен вид котлони са широко използвани при къмпиране.

## Направа
Котлонът се изработва от две алуминиеви дъна на кутии. На горното „дъно“, се пробива обръч от отвори. Двете дъна се слепват с температуроустойчива епоксидна смола, лепенка от алуминиево фолио. Височината е по-малка от 5 сантиметра. Направата от алуминий има няколко предимства: малка тежест, ниска цена и има добра топлопроводимост.

## Употреба
Сипва се малко количество гориво и се възпламенява. В началото пламъкът е малък, горящ само от вътрешната камера. Веднъж затоплено, горивото преминава през направените отвори и образува огнен пръстен. Презареждане с гориво трябва да се извършва само при напълно изстуден котлон. В противен случай може да възникнат огнени езици или експлозия при неправилна направа на устройството.